# Maïkop
Maïkop (russe : Майкоп ; adyguéen : Мыекъуапэ, Mıéquapə) est une ville de Russie et la capitale de la République d'Adyguée, dans le Caucase. Sa population s'élevait à 139 076 habitants en 2022.

## Géographie
Maïkop est située au pied des contreforts du Caucase, au contact des basses terres du Kouban. Elle est arrosée par la rivière Belaïa, un affluent gauche du Kouban.
Maïkop se trouve à 90 km au sud-ouest d'Armavir, à 101 km au sud-est de Krasnodar, à 117 km au nord-est de Sotchi et à 1 250 km au sud de Moscou.

## Étymologie
Le nom de la ville provient de l'adyguéen « мыекъуапэ » [myek-ouapè] qui signifie, selon les sources, « la vallée des pommiers fleuris » ou « la vallée des pommiers sauvages ».

## Histoire
Maïkop est fondée en 1857 comme une forteresse russe dans les terres des Adyguéens. C'est un important avant-poste stratégique au cours de la guerre du Caucase en 1858-1863. Elle reçoit le statut de ville en 1870 et est la capitale d’un ouiezd de l’oblast du Kouban. En 1911, des gisements de pétrole sont découverts à proximité de Maïkop.
En 1936, Maïkop devient le centre administratif de l'oblast autonome des Adyguéens de l'Union soviétique. Pendant la Seconde Guerre mondiale, la ville fut occupée par les forces allemandes du 10 août 1942 au 29 janvier 1943. Elle fut reprise par le Front transcaucasien de l'Armée rouge.
En 1991, Maïkop devient la capitale de la république d'Adyguée de la fédération de Russie.
Au sud de la ville, près de la rivière Belaïa, se trouve le complexe militaire de la 131e brigade de fusiliers motorisée du district militaire du Caucase du Nord, qui a été très éprouvée pendant la première guerre de Tchétchénie.

## Le kourgane de Maïkop
Un kourgane (tumulus) de 11 mètres de haut, qui se trouvait au carrefour de deux rues de Maïkop, a été fouillé en 1897 par Nikolaï Vesselovski. Ce tumulus a donné son nom à la culture de Maïkop de l'Âge du bronze. La butte recouvrait une chambre funéraire recelant la dépouille d'un homme visiblement de haut rang, eu égard à la richesse des objets retrouvés à proximité (dont seize vases en or ou en argent, des parures de vêtement cousues de feuilles d'or, de perles de turquoise et de cornaline). La tombe contenait également des outils et des récipients en cuivre. Les restes d'une femme et d'un autre homme, sans doute des serviteurs, ont également été mis au jour. Les pièces en métal ayant une forte teneur en nickel, alors que le cuivre du Caucase n'en contient pas, on peut supposer que le métal provenait d'Asie antérieure, d'Anatolie ou d'Iran. Le bestiaire de la tombe incluait le cheval (domestiqué au cours du IVe millénaire av. J.-C.) et des lions ou des bovidés.

## Population

### Démographie
Recensements (*) ou estimations de la population
| 1897*  | 1926*  | 1939*  | 1959*  | 1970*   | 1979*   |
| ------ | ------ | ------ | ------ | ------- | ------- |
| 34 227 | 52 320 | 55 871 | 82 135 | 110 212 | 127 828 |

| 1989*   | 2002*   | 2010*   | 2012    | 2013    | 2014    |
| ------- | ------- | ------- | ------- | ------- | ------- |
| 148 608 | 156 931 | 144 246 | 144 467 | 144 683 | 144 544 |

| 2015    | 2016    | 2017    | 2018    | 2019    | 2020    |
| ------- | ------- | ------- | ------- | ------- | ------- |
| 144 101 | 144 055 | 143 343 | 141 970 | 140 539 | 141 475 |

### Nationalités
Selon le recensement de 2002, la population de Maïkop comprenait
- 64 % de Russes,
- 21 % d'Adyguéens,
- 3 % d'Arméniens,
- 2,5 % d'Ukrainiens.

## Sport
- FK Droujba Maïkop, club de football fondé en 1963.

## Personnalités
- Vladimir Nevzorov (1952-), judoka et entraîneur, champion olympique et du monde.